# Daleč
Daleč je deseti studijski album slovenske pop rock skupine Avtomobili. Izšel je 15. septembra 2016 pri ZKP RTV Slovenija. Uradno je bil predstavljen dva dni pred izidom, 13. septembra, v Kinu Šiška.

## Seznam pesmi
Vso glasbo je napisal Mirko Vuksanović, vsa besedila pa Marko Vuksanović, razen kjer je to navedeno.
1. "Stopinje v snegu" – 3:47
2. "Daleč" (feat. Severa Gjurin) – 4:04
3. "Mladost" – 6:26
4. "Na sever" (glasba: Boštjan Andrejc) – 4:01
5. "Vrni me" – 4:09
6. "Reka" – 3:46
7. "Če si rojen" – 4:43
8. "Vedel si" – 5:37
9. "Pekel v raju" – 3:01
10. "Ni več umika" – 4:44

## Zasedba
Avtomobili
- Marko Vuksanović — glavni vokal
- Mirko Vuksanović — klaviature
- Boštjan Andrejc - Bushy — kitara, spremljevalni vokal, mandolina (1), bendžo (1), žvižganje (1)
- David Šuligoj — bas kitara, spremljevalni vokal, žvižganje (1)
- David Morgan — bobni

Gostujoči glasbeniki
- Denis Beganovich - Kiki — pozavna (3, 7)
- Mitja Bobič — trobenta (2)
- Severa Gjurin — vokal (2)
- Rok Golob — violina (9)
- Jan Šepetavec — tenor saksofon (7, 10)